# 1647
1647 је била проста година.

## Догађаји

### Јул
- 7. јул — У Напуљу избио устанак против шпанске власти под вођством Мазањела.